# Niccolò Machiavelli
Niccolò Machiavelli (født 3. maj 1469 i Firenze, Republikken Firenze, død 21. juni 1527 samme sted) var en italiensk forfatter, filosof og samfundsteoretiker.

## Biografi
Niccolò var den næstældste søn af Bernardo di Niccolò Machiavelli – en jurist med et vist omdømme – og hans hustru Bartolommea di Stefano Nelli. Begge forældre tilhørte Firenzes (den florentinske) landadel; familien nævnes første gang i 1120. I et af sine hovedværker, Fyrsten (1513, udgivet 1532; dansk 1876), som er en lærebog i politik, forklarer han sit mål som Italiens befrielse, og i sin bog hævder han, at alle midler er tilladt for en fyrste, der vil styrke sin og især statens magt. En dygtig fyrste må være skrupelløs.
Det kneb for familien at leve af sine ejendomme, så Bernardo søgte stilling i bystyret og fik ansættelse som juridisk rådgiver ved skatteopkrævningen. Det gjorde ham meget bitter, idet familien gennem århundrederne havde kæmpet om magt og indflydelse i byen sammen med andre familier, og netop skatteopkrævningen blev af de nye magthavere – Medicierne – anvendt for at ruinere modstandere og udelukke ethvert håb om at afkaste deres åg.
Hvor Bernardo blev bitter og angreb kirken, søgte moderen trøst der, skrev digte til Jomfru Marias ære og søgte at påvirke sønnen. Bernardo mente, at Niccolò skulle studere jura, så han kunne skaffe sig et levebrød som embedsmand, men hverken moderens eller faderens ønsker fik nogen betydning. Så vidt vides lærte Niccolò aldrig græsk, og han skaffede sig kun den nødvendigste lærdom for et medlem af en gammel anset familie. Dvs. regning, italiensk og latin. Han var desuden advokat.
I 1498 indtrådte han 29 år gammel i bystyrets tjeneste. På det tidspunkt var Medicierne fordrevet og republikken genindført i Firenze. Machiavelli kom til at spille en vis politisk rolle, ikke mindst fordi han fungerede som diplomatisk udsending for bystaten. Hans første mission gik til Catharina Sforza i Forli.
Medicierne vendte tilbage til magten i Firenze i 1512 og i november samme år blev Niccolò Machiavelli afskediget fra byens styre og senere fængslet, anklaget for at have deltaget i kupplanerne. Han frigaves og sendtes i eksil i San Casciano. I 1513 afsluttede han sit værk Fyrsten (Il Principe), formentlig tænkt som en vejledning i statsmandskunst til Medicierne. Fyrsten, der er hans hovedværk, bygger bl.a. på hans kendskab til Cesare Borgia – i den grad, at Cesare Borgia ses som personificeringen af Fyrsten og dermed helten i bogen.
Machiavellis forsøg på tilnærmelse til Medicierne lykkedes kun i det omfang, at af Giulio di Giuliano de' Medici i 1520 bad ham skrive en historie om Firenze (Istorie fiorentine). Guiliano var, da værket var færdigt, blevet pave Clemens VII. Dette minimale samarbejde med Medicierne kompromitterede ham, og er højst sandsynligt grunden til, at han ikke fik plads i byens styre, da Medicierne i 1527 atter blev fordrevet.

## Betydning
Fyrsten fik meget stor betydning i Europa, for udgivelsen af den foregreb en tendens til enevælde. Fyrsterne læste Machiavellis nøgternt–ironiske beskrivelser som en anbefaling af kynisme og en opfordring til hårdhændet behandling af modstandere. Erasmus af Rotterdam og Frederik den Store af Preussen skrev hver deres version af "Fyrsten". Desuden regnes Machiavellis tanker som begyndelsen til en hovedstrømning indenfor international politisk teori kaldet "Realisme".

## Værker
- Discorso sopra le cose di Pisa (1499)
- Del modo di trattare i popoli della Valdichiana ribellati (1502)
- Del modo tenuto dal duca Valentino nell' ammazzare Vitellozzo Vitelli, Oliverotto da Fermo, etc. (1502)
- Discorso sopra la provisione del danaro (1502)
- Decennale primo (1506, poem in terza rima)
- Ritratti delle cose dell'Alemagna (1508-1512)
- Decennale secondo (1509)
- Ritratti delle cose di Francia (1510)
- Discorsi sopra la prima deca di Tito Livio (tre bind om den romerske historiker Livius, 1512-1517)
- Il Principe (Fyrsten, 1513)
- Andria (oversættelse af Terents' komedie, 1517)
- Mandragola (1518)
- Della lingua (1514)
- Clizia (1515)
- Asino d'oro (Det gyldne æsel – en ny version af Apulejus fra Madauras klassiske roman, 1517)
- Dell'arte della guerra (Kunsten at føre krig, 1519-1520)
- Discorso sopra il riformare lo stato di Firenze (1520)
- Sommario delle cose della citta di Lucca (1520)
- Vita di Castruccio Castracani da Lucca (1520)
- Istorie fiorentine (Firentzes Historie – 8 bøger bestilt af den senere pave Clemens VII), 1520-25.
- Frammenti storici (1525)